# Where Do We Go Now?
Where Do We Go Now? (em árabe: وهلّأ لوين؟ w halla' la wayn) (Brasil: E Agora, Aonde Vamos? ) é um filme de comédia dramática coproduzido por Líbano, França, Egito e Itália, dirigido por Nadine Labaki e lançado em 2011.